# Kantirix (Teabo)
Kantirix es una localidad del municipio de Teabo en Yucatán, México.

## Toponimia
El nombre (Kantirix)  proviene del idioma maya.

## Localización
La población de Kantirix se encuentra al este de Teabo.

## Datos históricos
- En 1921 cambia de nombre de Kandirix a Kaandirix.
- En 1930 cambia de nombre a Kandtirix.
- En 1980 cambia de nombre a Kantirix.

## Importancia histórica
Tuvo su esplendor durante la época del auge henequenero y emitió fichas de hacienda las cuales por su diseño son de interés para los numismáticos. Dichas fichas acreditan la hacienda como propiedad de unos hermanos de apellido Mézquita Gamboa.

## Demografía
Según el censo de 2005 realizado por el INEGI, la población de la localidad era de 0 habitantes.
| 8                           | ? | 7 | 3 | 7 | 3 | 0 | 0 | 2 | ? | 0 | 0 | 0 |
| (Fuente: INEGI [Consultar]) |   |   |   |   |   |   |   |   |   |   |   |   |